# Mihai Antonescu
Mihai Antonescu, född 18 november 1904 i Nucet, död 1 juni 1946 i Jilava, var en rumänsk politiker. Han var Rumäniens vice premiärminister och utrikesminister under andra världskrigets senare hälft. Mihai Antonescu var inte släkt med Rumäniens conducător Ion Antonescu.

## Biografi
Mihai Antonescu var advokat till yrket. Han blev 1940 propagandaminister. Antonescu var till en början liberal men kom med tiden att omfatta högerextrema och ultranationalistiska åsikter och knöt officiella kontakter med Tredje riket. I december 1940 övertog Ion Antonescu utrikesministerposten, innan han den 29 juni 1941 överlämnade den till Mihai Antonescu. Mihai Antonescu ledde censuren av regimkritiska röster och torgförde i media en aggressiv antisemitism. Han verkade för antijudiska lagar samt införde emigrationsförbud för Rumäniens judar. Med Antonescus goda minne massakrerades judar i Bessarabien och Bukovina i juli 1941.
Rumänien, som sedan 1941 tillhörde axelmakterna, försökte efter Sovjetunionens seger över Tyskland i slaget vid Stalingrad i februari 1943 dra sig ur andra världskriget. Antonescu försökte även övertala Ungern, Italien och Finland att lämna axelmakterna. Han besökte Mussolini i hopp om att denne skulle vända sig mot Hitler och ansluta sig till de allierade, men Mussolini vägrade. Den 23 augusti 1944 upplöste kung Mikael I regeringen och lät gripa Antonescu. Han överlämnades därefter till Sovjetunionen och ställdes i maj 1946 inför rätta i Bukarest och dömdes till döden. Tillsammans med Ion Antonescu, Gheorghe Alexianu (guvernör för Transnistrien) och Constantin Z. Vasiliu (polischef) arkebuserades Antonescu den 1 juni 1946 vid Jilavafängelset i utkanten av Bukarest. Platsen där avrättningen ägde rum kallas Valea Piersicilor, "Persikoträdens dal".